# Ghost Rockers
A Ghost Rockers belga televíziós filmsorozat, amelyet a Studio 100 készített. Belgiumban 2014. november 3-ától a Ketnet vetíti, Magyarországon pedig 2015. július 23-ától a Megamax sugározta.

## Ismertető
A főhős öt tinédzser, Jonas, Mila, Jimmy, Charlie és Alex, akiknek nagy zenei tehetségük van, és számukra a DAM Akadémia az az út, amely a céljaik eléréséhez vezet. Amelyikük a legjobban végez a legendás egyetemen, biztos lehet benne, hogy világsikere lesz. A hősök részére a kalandozás egy olyan küzdelemmé válik, amely nem ér véget. Amikor rájönnek, hogy más nagyszerű, akár még tőlük is jobban teljesítő diákok is járnak a kampuszon, megtudják róluk, hogy veszteseknek tekintik őket. A szerencse eközben gyorsan megfordul, amikor kiderítik, hogy az iskola alagsorát egy régi rockbandának több szelleme kísérti, és ezek a szellemek valahogyan próbálnak nekik segíteni.

## Szereplők

### Főszereplők
| Szereplő                       | Színész               | Leírás                                 |
| ------------------------------ | --------------------- | -------------------------------------- |
| Mila Santiago                  | Tinne Oltmans         | Ghost Rocker, énekes (16 éves)         |
| Jonas Van Loo                  | Juan Gerlo            | Ghost Rocker, gitáros (16 éves)        |
| Charlotte „Charlie” Timmermans | Marie Verhulst        | Ghost Rocker, basszusgitáros (16 éves) |
| Jimmy O'Hara                   | Elindo Avastia        | Ghost Rocker, dobos (15 éves)          |
| Lauren de Lillo                | Justine De Jonckheere | Táncos                                 |
| Alexander „Alex” De Coninck    | Wout Verstappen       | Ghost Rocker, billentyűs (17 éves)     |
| Brandon „K” Kent               | Matthew Michel        | Rocco fia                              |

### Mellékszereplők
| Szereplő                 | Színész           | Leírás                 |
| ------------------------ | ----------------- | ---------------------- |
| Rocco Kent               | Hans De Munter    | Igazgató, Brandon apja |
| Isabella Vermeer         | Machteld Ramoudt  | Igazgatóhelyettes      |
| Elvira De Neve           | Kristel Verbeke   | Tánctanár              |
| Dora Van der Donck       | Agnes De Nul      | Színművészettanár      |
| Pieter Verlinden         | Kobe Van Herwegen | Elmélettanár           |
| Florian Thys             | Maarten Mertens   | Zenetanár              |
| Victoria „Tori” De Rover | Hilde Vanhulle    | Jonas anyja            |

## Évados áttekintés
| Évad | Évad | Epizódok | Eredeti sugárzás  | Eredeti sugárzás  | Magyar sugárzás  | Magyar sugárzás     |
| Évad | Évad | Epizódok | Évadpremier       | Évadfinálé        | Évadpremier      | Évadfinálé          |
| ---- | ---- | -------- | ----------------- | ----------------- | ---------------- | ------------------- |
|      | 1    | 53       | 2014. november 3. | 2015. február 12. | 2015. július 23. | 2015. augusztus 18. |
|      | 2    | 52       | 2015. november 9. | 2016. február 25. | TBA              | TBA                 |
|      | 3    | 52       | 2016. október 17. | 2017. január 26.  | TBA              | TBA                 |

## Epizódok

### 1. évad
| #   | Magyar cím            | Eredeti cím                      | Magyar premier      |
| --- | --------------------- | -------------------------------- | ------------------- |
| 1.  | Bevezető (1. rész)    | Piloot – deel 1                  | 2015. július 23.    |
| 2.  | Bevezető (2. rész)    | Piloot – deel 2                  | 2015. július 23.    |
| 3.  | A betörés             | De inbraak                       | 2015. július 24.    |
| 4.  | A meghallgatás        | De auditie                       | 2015. július 24.    |
| 5.  | A csapatok            | Team losers                      | 2015. július 25.    |
| 6.  | Szellemek             | Geestige boel                    | 2015. július 25.    |
| 7.  | Dove Gerard           | Dove Gerard                      | 2015. július 26.    |
| 8.  | Freebirds             | De crash                         | 2015. július 26.    |
| 9.  | Mindenki egyért       | Eén voor allen, allen voor Jonas | 2015. július 27.    |
| 10. | Szabad, mint a madár  | Vogelvrij                        | 2015. július 27.    |
| 11. | A pink póni kötőklub  | De roze pony breiclub            | 2015. július 28.    |
| 12. | Pizsiparti            | Sleepover                        | 2015. július 28.    |
| 13. | Büntetés!             | Straf!                           | 2015. július 29.    |
| 14. | Lenni vagy nem lenni  | To be or not to be?              | 2015. július 29.    |
| 15. | Az angyal             | De engel                         | 2015. július 30.    |
| 16. | Az új csapattag       | Het nieuwe bandlid               | 2015. július 30.    |
| 17. | Szabotázs             | Sabotage                         | 2015. július 31.    |
| 18. | Hogy érted?           | Wat bedoel je?                   | 2015. július 31.    |
| 19. | A vallomás            | Betrapt                          | 2015. augusztus 1.  |
| 20. | Örök szerelem         | Het liefdesstandbeeld            | 2015. augusztus 1.  |
| 21. | A versgyűjtemény      | Poëziespeurneus                  | 2015. augusztus 2.  |
| 22. | A levél               | Chocobrief                       | 2015. augusztus 2.  |
| 23. | Jonas nélkül          | Zonder Jonas                     | 2015. augusztus 3.  |
| 24. | S.O.S. Jonas          | SOS Jonas                        | 2015. augusztus 3.  |
| 25. | A patkány             | Lastige marmot                   | 2015. augusztus 4.  |
| 26. | A múlt szellemei      | Spoken uit het verleden          | 2015. augusztus 4.  |
| 27. | A tolvaj              | De diefstal                      | 2015. augusztus 5.  |
| 28. | A terv                | Het sleutelplan                  | 2015. augusztus 5.  |
| 29. | Színfalak mögött      | Achter de schermen               | 2015. augusztus 6.  |
| 30. | Utolsó esély          | De laatste kans                  | 2015. augusztus 6.  |
| 31. | A szökés              | Op de vlucht                     | 2015. augusztus 7.  |
| 32. | A választás           | Kiezen                           | 2015. augusztus 7.  |
| 33. | Kik a Ghost Rockerek? | Wie zijn de Ghost Rockers        | 2015. augusztus 8.  |
| 34. | Az előadás            | Spionbever                       | 2015. augusztus 8.  |
| 35. | Csak egy csók         | Eén enkele kus                   | 2015. augusztus 9.  |
| 36. | A sapka               | Petrevolutie                     | 2015. augusztus 9.  |
| 37. | Nem rólad szól        | Het draait niet om jou           | 2015. augusztus 10. |
| 38. | Helló, idegen!        | Dag vreemde man                  | 2015. augusztus 10. |
| 39. | A lány                | De dochter                       | 2015. augusztus 11. |
| 40. | Hódok                 | Beversaboteur                    | 2015. augusztus 11. |
| 41. | Az anyám              | Mijn moeder                      | 2015. augusztus 12. |
| 42. | Ajándék               | Aanwezig                         | 2015. augusztus 12. |
| 43. | Félix                 | Felix                            | 2015. augusztus 13. |
| 44. | Második esély         | Een tweede kans                  | 2015. augusztus 13. |
| 45. | Az ötödik ember       | De vijfde man                    | 2015. augusztus 14. |
| 46. | Hol van Jimmy?        | Waar is Jimmy                    | 2015. augusztus 14. |
| 47. | A tavaszi vizsga      | Het Lente-examen                 | 2015. augusztus 15. |
| 48. | Oliver Jase Gelton    | Meneer skelet                    | 2015. augusztus 15. |
| 49. | Száműzve              | Verbannen                        | 2015. augusztus 16. |
| 50. | Utolsó esély          | De Laatste Kans                  | 2015. augusztus 16. |
| 51. | Újra együtt           | Het Weerzien                     | 2015. augusztus 17. |
| 52. | A levél               | De Brief                         | 2015. augusztus 17. |
| 53. | Finálé                | De Finale                        | 2015. augusztus 18. |

## Fordítás
- Ez a szócikk részben vagy egészben  a   Ghost Rockers című holland Wikipédia-szócikk ezen változatának fordításán alapul.  Az eredeti cikk szerkesztőit annak laptörténete sorolja fel. Ez a jelzés csupán a megfogalmazás eredetét és a szerzői jogokat jelzi, nem szolgál a cikkben szereplő információk forrásmegjelöléseként.